# Intagliotypie
Die Intagliotypie, auch als Polymertiefdrucktechnik bekannt, ist eine moderne Form des Tiefdrucks.
Das Verfahren erlaubt das Anfertigen von Radierungen ohne den Einsatz von starken Säuren. Im Gegensatz zur mechanisch erzeugten Radierung wird das Motiv durch eine Kontaktbelichtung auf eine mittels eines speziellen Fotopolymerfilms sensibilisierte Druckplatte gebracht, sodass auch digital erstellte Vorlagen belichtet werden können. Anschließend wird die Druckform mittels einer leichten Sodalösung (Natriumcarbonat) ausgewaschen. Mit Essig stabilisiert, kann sofort in kleinen Auflagen gedruckt werden. Die Vorteile dieses Verfahrens liegen im Vergleich zur Radierung in der Umweltfreundlichkeit und Gesundheitsverträglichkeit sowie der Möglichkeit, Foto- und Digitalvorlagen zu reproduzieren. Aufgrund einer Kette an Abhängigkeiten bei der Erstellung des Druckes wie Material- und Vorlagenqualität, Belichtungsstärke und -dauer, Dauer des Auswaschens, der Art des Aufbringens und der Viskosität der Druckfarbe sowie der verwendeten Papierqualität ist die Reproduktionsqualität sehr variabel. Insofern beschränkt sich die Intagliotypie auf den künstlerischen Einsatz und ist z. B. in der Kunstpädagogik beliebt.
Die Entwicklung
Das belastungsfreie Tiefdruckverfahren wurde um 1995 von Professor Keith Howard entwickelt. Howard, ein gebürtiger Australier, der in Kanada an verschiedenen Kunsthochschulen und (…) in den U.S.A. lehrt, war durch seinen Unterricht in den Tiefdruckstudios regelmäßig giftigen Chemikalien ausgesetzt, die in den traditionellen Tiefdrucktechniken zum Einsatz kommen. Er erkrankte schwer. Das Einatmen der Dämpfe bzw. des Staubs dieser Chemikalien wie Salpetersäure, Asphaltstaub, Spiritus, Terpentinersatz etc. oder die Übertragung durch Hautkontakt führt generell zu erheblichen gesundheitlichen Schäden, beginnend mit Kopfschmerzen, Migräne, Lungenproblemen und Hautausschlägen, später kommen oft Nieren- und Milzprobleme hinzu. Viele Künstler nehmen diese Krankheitssymptome als ein unvermeidbares Übel ihrer Arbeit hin. Ein berühmtes Beispiel aus jüngster Zeit ist Horst Jansen.
Basisprinzip
Die Intagliotypie macht sich die Eigenschaft von Fotopolymerfilm zunutze, der durch UV-Lichtbestrahlung gehärtet wird, d. h. durch die UV-Licht-Einwirkung bilden sich lange stabile Molekülketten. Werden nun während der Belichtung bestimmte Bereiche abgedeckt, bleiben diese weich und können durch eine schwache Lauge, dem Entwickler, herausgelöst werden. Durch Essigwasser wird der Film neutralisiert und durch Wärme stabilisiert.
aus: Junge Kunst Nr. 49, 2002, S. 50–51, Rita Helmholtz